# Forever Free (album de Saxon)
Albums de Saxon
Solid Ball of Rock
(1991) Dogs of War
(1995)
Forever Free est le 11e album studio du groupe britannique Saxon, sorti le 18 mai 1992.

## Titres
1. Forever Free (Graham Oliver/Paul Quinn/Biff Byford) [5 min 01 s]
2. Hole in the Sky (Graham Oliver/Paul Quinn/Nibbs Carter/Biff Byford) [4 min 44 s]
3. Just Wanna Make Love to You (Willie Dixon) [3 min 57 s][1]
4. Get Down and Dirty (Graham Oliver/Biff Byford/Nigel Glockler) [5 min 08 s]
5. Iron Wheels (Nigel Glockler/Biff Byford) [4 min 15 s]
6. One Step Away (Paul Quinn/Biff Byford/Nigel Glockler) [4 min 59 s]
7. Can't Stop Rockin' (Paul Quinn/Biff Byford) [4 min 06 s]
8. Nighthunter (Nibbs Carter/Paul Quinn/Biff Byford) [3 min 25 s]
9. Grind (Graham Oliver/Paul Quinn/Biff Byford) [4 min 26 s]
10. Cloud Nine (Nigel Glockler/Nibbs Carter/Biff Byford) [4 min 35 s]
11. Princess of the Night (bonus live) [5 min 15 s]
12. Forever Free (bonus live) [4 min 46 s]

## Composition du groupe
- Biff Byford (chant)
- Graham Oliver (guitare)
- Paul Quinn (guitare)
- Nibbs Carter (basse)
- Nigel Glockler (batterie)
- Gigi Skokan et Nasco (claviers, programmation)

## Crédits
- Produit par Biff Byford et Herwig Ursin
- Producteur exécutif : Rainer Hänsel
- Enregistré par Peter Cebul, Herwig Ursin & Graham Royce aux Hey You Studios de Vienne et aux Gems Studios Boston Linolnshire (UK)
- Gravé par Hey You Production, LA Studio City, Blairwoodroad.
- Mixé par Herwig Ursin
- Pochette : Artpool (Design)